# Malik Ghiyath al-Din Pir Ali
Màlik Ghiyath-ad-Din Pir Alí fou el darrer malik de la dinastia Kart d'Herat.
Era fill de Malik Muizz al-Din al que va succeir quan va morir el 1370/1371, amb consentiment de Tamerlà que no obstant va imposar l'establiment de Muhammad (Malik Muhammad), germà (germanastre) del nou malik, com a malik a Sarakhs a part de Kuhistan. El seu visir fou Mu'in al-Din Jami que ja ho havia estat amb el seu pare.
Pir Ali era net de Togha Timur per la seva mare Sultana Khatun, i va intentar desestabilitzar als sarbadars (enemics dels kart i del seu avi) enviant als dervixos que havien sortit dels seus dominis altre cop al seu territori. Ali al-Muayyid es va aliar a Malik Muhammad de Sarakhs i quan Ghiyath al-Din va atacar al seu germanastre, fou al seu torn atacat pel flanc per Ali al-Muayyid i es va haver de retirar i fer un arranjament amb Muhammad. Però els sarbardars van entrar en un període de lluita interna i Ghiyath al-Din se'n va aprofitar i Nixapur els fou arrabassada el 1375 o 1376.
Mentre el conflicte entre els dos germans havia quedat aturat però no resolt i cadascun va buscar l'ajut de Tamerlà; Ghiyath al-Din li va enviar una ambaixada mentre els seus soldats expulsaven a Malik Muhammad de Sarakhs, que llavors va anar en persona a la cort de Tamerlà i va demanar ser restablert. Tamerlà va acceptar la proposta de Ghiyath al-Din que fou segellada amb l'enllaç d'una neboda de Tamerlà (de nom Sevindj Kutulk Agha) amb Pir Muhammad, fill de Ghiyat al-Din, matrimoni celebrat a Samarcanda el 1376.
El 1380 Tamerlà va enviar un emisari a la cort d'Herat per demanar-li la ratificació de la seva fidelitat i presentar-se amb tropes a la propera revista del seu exèrcit. Ghiyath al-Din va retenir a l'emissàri amb diversos pretexts mentre acumulava queviures i reforçava les defenses.
El 1380 el místic Zayn al-Din Tabaydi (+1389), antic preceptor reial i partidari de Tamerlà, va anar a Jam i es va trobar amb el Shaykh al-Islam de Jam i custodi de la tomba (mutawalli) Shihab al-Din Ismail (+1407). Va estar a la reunió Ziya al-Din Yusuf (fill del visir, que tenia l'acord del seu pare), cap de la khanaqah i sadr d'Herat (des de juliol o agost de 1380) i es creu que van acordar afavorir la deposició de Pir Ali, obtenint l'aprovació del imam duodecima del Khurasan Alī ibn Mūsā al-Riżā (el vuité imām); l'acord s'hauria pres a la tomba d'Ahmad a Jam.
Quan l'emissari va poder tornar a Samarcanda i va informar del fracàs de la seva missió (1381) Tamerlà va cridar a consell a Ghiyath al-Din i aquest va buscar una excusa per no anar-hi; el conflicte estava servit i Tamerlà (incitat pels xeics de Jam oposats al kàrtida i favorables a Tamerlà, i per l'antic visir de Muizz al-Din, el notable Muin al-Din Jami), va marxar amb un exèrcit i va ocupar Herat (abril) i va fer presoner a Pir Ali; els principals dignataris civils i religiosos foren deportats, les fortificacions desmantellades, i es va haver de pagar un alt tribut. Ghiyath al-Din i el seu fill foren portats a Samarcanda però finalment foren perdonats i van poder tornar a Herat com a vassalls.
El 1383 Ghiyath al-Din va donar suport a una revolta contra Tamerlà i aquesta vegada la ciutat fou conquerida per Mihran Shah, fill de Tamerlà i el malik governant i alguns membres de la família executats; el principat fou annexionat. Un intent de resistència del kàrtida Shaykh Dawud al-Khitatai a Isfizar, fou aplanat també per Mihran Shah.
Un fill de Pir Ali, Pir Muhammad, es va casar amb una neboda de Tamerlà.